# Ralf Eggert
Ralph Eggert (Hamburg, 25 december 1971), bijgenaamd Eggi is een Duits triatleet uit Prisforf. Hij is viervoudig Duits kampioen triatlon op de sprintafstand. Hij won nimmer goud op een EK of WK, maar stond wel meerdere malen op het podium.  Als Nationaal kampioen triatlon, won hij in 1995 de ITU wereldbekerwedstrijd in Hamilton. In 2001 werd hij vierde bij de Ironman Germany.

## Titels
- Duits kampioen triatlon op de sprintafstand: 1993, 1994, 1995, 1999

## Belangrijke prestaties

### duatlon
- 1993:  EK in Königslutter am Elm - 2:45.24

### triatlon
- 1991: 6e WK junioren in Gold Coast
- 1992: 8e EK olympische afstand in Lommel - 1:50.48
- 1993: 15e EK olympische afstand in Echternach - 1:57.23
- 1993: 7e WK olympische afstand in Manchester - 1:54.54
- 1994:  EK olympische afstand in Eichstatt - 1:52.34
- 1994:  WK olympische afstand in Wellington - 1:52.40
- 1995: 4e EK olympische afstand in Stockholm - 1:47.35
- 1995:  WK olympische afstand in Cancún - 1:49.49
- 1995:  ITU wereldbekerwedstrijd in Hamilton
- 1996:  Duits kampioenschap sprintafstand
- 1996:  EK olympische afstand (Hongarije) - 1:43.10
- 1996: 8e WK olympische afstand in Cleveland - 1:41.19
- 1997: 4e EK olympische afstand in Vuokatti - 2:00.53
- 1997: 14e WK olympische afstand in Perth - 1:50.47
- 1997:  Duits kampioenschap sprintafstand
- 1998: 10e EK olympische afstand in Velden - 1:52.01
- 1999: 9e EK olympische afstand in Funchal - 1:49.46
- 1999: 25e WK olympische afstand in Montreal - 1:47.11
- 2000:  Duits kampioenschap sprintafstand
- 2000: 49e WK olympische afstand in Perth - 1:58.09
- 2000: 25e Ironman Hawaï - 8:57.29
- 2001: 4e Ironman Germany - 8:28.24
- 2001: 17e Ironman Hawaï - 9:04.02
- 2002: 5e WK lange afstand in Nice - 6:24.58
- 2003: 8e Ironman Germany - 8:39.33
- 2003: 18e Ironman Hawaï - 8:46.14